# Igraine
Igraine, personagem do ciclo arturiano, era a esposa de Gorlois, o Duque da Cornualha. Igraine, irmã de Viviane, a Dama do Lago, deu à luz Morgana quando era esposa de Gorlois. Três anos depois, sua irmã Viviane e Merlim lhe incubiram de gerar o Grande Rei que unificaria as duas Bretanhas, com Uther. Uther Pendragon, apaixonou-se por Igraine e graças à feitiçaria de Merlin conseguiu assumir a forma de Gorlois e possuir sua esposa. Na noite em que Uther chegara disfarçado a Tintagel, soldados de Gorlois levaram o corpo deste, revelando que quem chegara anteriormente era Uther, que casou-se com Igraine no outro dia. Desta união nasceu Rei Artur, ou Gwydion, o Grande Rei.